# Élections constituantes de 1945 en Corrèze
Les élections constituantes françaises de 1945 se déroulent le 21 octobre.

## Mode de scrutin
Les députés sont élus selon le système de représentation proportionnelle suivant la règle de la plus forte moyenne dans le département, sans panachage ni vote préférentiel.
Il y a 586 sièges à pourvoir.
Dans le département de la Corrèze, quatre députés sont à élire.

## Élus
Les quatre députés élus sont : 
| Identité         | Parti | Parti |
| ---------------- | ----- | ----- |
| Clément Chausson |       | PCF   |
| Jean Goudoux     |       | PCF   |
| Marcel Champeix  |       | SFIO  |
| Edmond Michelet  |       | MRP   |

## Résultats

### Résultats à l'échelle du département
| Parti          | Parti                                            | Tête de liste    | Résultats | Résultats | Sièges | Sièges |
| Parti          | Parti                                            | Tête de liste    | Voix      | %         |        |        |
| -------------- | ------------------------------------------------ | ---------------- | --------- | --------- | ------ | ------ |
|                | Parti communiste français                        | Clément Chausson | 52 057    | 39,47     | 2      |        |
|                | Section française de l'Internationale ouvrière   | Marcel Champeix  | 32 420    | 24,58     | 1      |        |
|                | Mouvement républicain populaire                  | Edmond Michelet  | 29 072    | 22,04     | 1      |        |
|                | Parti républicain, radical et radical-socialiste | Henri Queuille   | 18 211    | 13,81     | -      |        |
|                |                                                  |                  |           |           |        |        |
| Inscrits       | Inscrits                                         | Inscrits         | 175 216   | 100,00    | 4      |        |
| Votants        | Votants                                          | Votants          | 133 877   | 76,41     |        |        |
| Blancs et nuls | Blancs et nuls                                   | Blancs et nuls   | 1 990     | 1,49      |        |        |
| Exprimés       | Exprimés                                         | Exprimés         | 131 887   | 98,51     |        |        |